# Vitalicio Seguros (equipo ciclista)
Vitalicio Seguros fue un equipo ciclista profesional español patrocinado por la empresa Vitalicio Seguros. El equipo, dirigido por Javier Mínguez, rearmó la estructura abandonada años atrás de los equipos Amaya Seguros, BH y Zor.
Corrió en la categoría: UCI WorldTeam.
Vitalicio fue un equipo de primer nivel, participando en las tres grandes (Giro, Tour y Vuelta). Aun así y pese a conseguir éxitos notables, el equipo solamente funcionó durante tres temporadas (1998-2000).

## Historia
El equipo se fundó en 1998 financiado por Vitalicio Seguros, marca  española, con un presupuesto de 3,5 millones de euros para tres temporadas. La sede y la estructura del equipo se encontraba en Barcelona; el presidente era el italiano Giacomo Landi, administrador delegado de Vitalicio, mientras que el director deportivo era Javier Mínguez. La bicicleta era de la marca Olmo, con componentes Campagnolo.
En el primer año el equipo recibe la licencia de grupo deportivo de primera categoría por parte de la UCI; la plantilla estaba formada por corredores de otros equipos españoles más algunos neoprofesionales como Óscar Freire y Juan Miguel Mercado. Los líderes del equipo eran Andrea Ferrigato y Oliverio Rincón.
La primera victoria llega en febrero con Elio Aggiano, venciendo en la cuarta etapa de la Challenge de Mallorca. En el Giro de Italia Daniel Clavero lucha por la general, concluyendo quinto, mientras que en el Tour de Francia no hubo ningún resultado relevante; el equipo se retira por completo de la Grande Boucle en la decimoséptima etapa, anulada por los corredores como consecuencia del Caso Festina. En la Vuelta a España, el ruso Andrei Zintchenko conquista tres etapas terminando la carrera en decimocuarto lugar. También en este año se ganó la Vuelta a Cataluña con el colombiano Hernán Buenahora.
En el Giro de Italia 1999 el Vitalicio es protagonista, metiendo a tres corredores entre los veinte primeros con Clavero noveno, Zintchenko duodécimo y Buenahora decimoquinto, consiguiendo así la clasificación por equipos. En el Tour de Francia se exhibe el dos veces campeón de España Ángel Casero, quinto en la general; en la Vuelta a España el vasco Igor González de Galdeano vence el prólogo y la etapa con final en Ordino-Arcalís, llegando a vestir por un día el maillot oro y terminando segundo en la clasificación general tan solo por detrás de Jan Ullrich. Entre los diez primeros también estaban Iván Parra y Santiago Blanco. El 10 de octubre, Óscar Freire se adjudica por sorpresa la prueba en línea del Campeonato Mundial de Ciclismo en Ruta disputado en Verona. A final de año Freire ficha por el Mapei, Clavero se va al Team Polti y Casero al Festina.
Para la temporada 2000 llegan al equipo el contrarrelojista checo Jan Hruška y el español Miguel Ángel Martín Perdiguero. En el Giro de Italia 2000, Jan Hruška venció en el prólogo y llevó la maglia rosa durante un día. Al final el Vitalicio conseguiría cuatro victorias de etapa (Hruška  ganó el prólogo antes mencionado y la contrarreloj de Sestriere, Víctor Hugo Peña ganó también la contrarreloj de Bibione y Álvaro González de Galdeano venció en Génova llegando en solitario) y el equipo quedó segundo en la clasificación por equipos; no fue invitado al Tour de Francia. En la Vuelta a España se consigue otra victoria de etapa, con Álvaro González de Galdeano (este mismo año también fue campeón de España, tercero consecutivo tras las dos victorias de Casero).
Al término del 2000 como se acabó el contrato el equipo desapareció.

## Corredor mejor clasificado en las Grandes Vueltas
| Año  | Giro de Italia     | Tour de Francia  | Vuelta a España               |
| ---- | ------------------ | ---------------- | ----------------------------- |
| 1998 | 5.º Daniel Clavero | Abandono         | 14.º Andréi Zinchenko         |
| 1999 | 9.º Daniel Clavero | 5.º Ángel Casero | 2.º Igor González de Galdeano |
| 2000 | 11.º Santi Blanco  | -                | 13.º Santi Blanco             |

## Ciclistas destacados
| - Hernán Buenahora (1998-1999) - Santiago Blanco (1998-2000) - Ángel Casero (1998-1999) - Daniel Clavero (1998-1999) - Juan Carlos Domínguez (1998-2000) - Andrea Ferrigato (1998) - Óscar Freire (1998-1999) - Igor González de Galdeano (1999-2000) - Pedro Horrillo (1998-2000) | - Jan Hruška (2000) - Miguel Ángel Martín Perdiguero (2000) - Juan Miguel Mercado (1998-2000) - Iván Parra (1999-2000) - Victor Hugo Peña (1999-2000) - Luis Pérez Rodríguez (2000) - Tobias Steinhauser (1998) - Andrei Zintchenko (1998-1999) - Francisco Tomás García (1998-2000) |

## Principales victorias
Carreras por etapas
- Vuelta a Cataluña : 1998 (Hernán Buenahora)
- Vuelta a Aragón : 1999 (Juan Carlos Domínguez)
- Vuelta a Asturias : 1999 (Juan Carlos Domínguez)
- Vuelta a La Rioja : 1999 (Juan Carlos Domínguez)
- Tour de Francia
  - 2 participaciones
  - Mejor clasificación individual: Ángel Casero, 5º en 1999
- Vuelta a España
  - 3 participaciones
  - 6 victorias de etapa :
    - 3 en 1998 : Andrei Zintchenko
    - 2 en 1999 : Igor González de Galdeano
    - 1 en 2000 : Álvaro González de Galdeano

  - Mejor clasificación individual: Igor González de Galdeano, 2º en 1999
- Giro de Italia
  - 3 participaciones
  - 4 victorias de etapa, en 2000 : Jan Hruška (2), Victor Hugo Peña y Álvaro González de Galdeano
  - 1 victoria en la clasificación por equipos, en 1999
  - Mejor clasificación individual: Daniel Clavero, 5º en 1998

Campeonatos nacionales
- Campeonato de España de Ciclismo en Ruta : 1998, 1999 (Ángel Luis Casero) y 2000  (Álvaro González de Galdeano)

Campeonatos del mundo
- Campeonato Mundial de Ciclismo en Ruta 1999 (Óscar Freire)

## Clasificación UCI
| Año  | Pos. | Mejor clasificación individual |
| ---- | ---- | ------------------------------ |
| 1998 | 18.º | Daniel Clavero (69.º)          |
| 1999 | 14.º | Igor González (23.º)           |
| 2000 | 13.º | Jan Hruška (57.º)              |